# Jezioro Gąsawskie
Jezioro Gąsawskie – jezioro w Polsce, położone w województwie kujawsko-pomorskim, w powiecie żnińskim, w granicach administracyjnych Gąsawy, na obszarze Pojezierza Żnińsko-Mogileńskiego.

## Charakterystyka
Zbiornik połączony jest z jeziorem Godawskim. Niedaleko jeziora znajdują się takie miejscowości jak Gąsawa, Łysinin, czy Komratowo.

## Dane morfometryczne
Powierzchnia zwierciadła wody według różnych źródeł wynosi od 89,5 ha do 99,0 ha.
Zwierciadło wody położone jest na wysokości 79,3 m n.p.m. lub 79,8 m n.p.m. Średnia głębokość jeziora wynosi 5,8 m, natomiast głębokość maksymalna 10,5 m.
W oparciu o badania przeprowadzone w 2004 roku wody jeziora zaliczono do wód pozaklasowych i II kategorii podatności na degradację.
W roku 1987 wody jeziora zaliczono do III klasy czystości.